# Paco
Paco — американський інді-рок гурт, до складу якого входили музиканти: Домінік Дюран (Dominique Durand), Енді Чейз (Andy Chase), Майкл Гемптон (Michael Hampton), Гері Маурер (Gary Maurer).

## Історія
Гурт створено у 2001 році, Бруклін (Нью-Йорк). У той час Домінік Дюран та Енді Чейз готувалися до батьківства, і планували назвати дитину Paco (на честь друга батьків Домінік Дюран, якого звали Paco), якщо це буде хлопчик, але оскільки народилась дівчинка, її не могли охрестити таким ім'ям, тому замість цього дали це ім'я гурту.
У 2004 році був випущений альбом «This Is Where We Live» на студії Чейза, Unfiltered Records. В середині 2004 року альбом займав нижчі позиції в чарті CMJ New Music Monthly «Top200 Radio».

## Участь у інших проектах
Для учасників гурту Paco це був не єдиний проект.
Одночасно з участю у інді-рок гурті Paco, Домінік Дюран (Dominique Durand) та Енді Чейз (Andy Chase) були учасниками інді-поп гурту Ivy. Склад гурту Ivy: Dominique Durand, Andy Chase, Adam Schlesinger. Лише протягом 2000—2005 років, гурт Ivy випустив такі альбоми: Long Distance (2000 рік — версія для Японії, 2001 рік — версія для США), Guestroom (2002 рік), In the Clear (2005 рік).
А Енді Чейз на додачу мав ще й сольний проект Brookville, який у 2003 році випустив альбом Wonderfully Nothing.

## Дискографія
| Назва                 | Про альбом                                                                                        |
| --------------------- | ------------------------------------------------------------------------------------------------- |
| This Is Where We Live | - Дата виходу: 18 травня 2004 (США) - Лейбл: Unfiltered Records - Формат: CD, онлайн завантаження |